# Église d'Haapavesi
L'église d'Haapavesi (en finnois : Haapaveden kirkko) est une église située à Haapavesi en Finlande. 

## Description
Le bâtiment est conçu par LPR-arkkitehdit et abrite l'église d'Haapavesi, le centre paroissial et les bureaux de la paroisse. Il peut accueillir 500 personnes.